# Tsukasa Hōjō
Tsukasa Hōjō (北条 司, Hōjō Tsukasa) est un auteur de bande dessinée japonaise né le 5 mars 1959 à Kokura dans la préfecture de Fukuoka, au Japon.
Il est principalement connu pour être le créateur des séries Cat's Eye et City Hunter.

## Biographie

### Enfance et études
Tsukasa Hōjō nait le 5 mars 1959 à Kokura (qui devient Kitakyūshū en 1963) dans la préfecture de Fukuoka, au Japon. Il vit dans une famille modeste, son père est employé dans une société de construction et sa mère est femme au foyer.
Il entre à l'école primaire municipale de Izumidai en 1965. Il suit une scolarité au collège municipale de Takami à partir de 1971. Il participe, à la demande d'un ami, au récent concours Tezuka avec une adaptation manga du livre Koe no Ami (声の網) de Shin'ichi Hoshi (星新一). Il poursuit au lycée technique de Shinsōkan (新装館工業高校, Shinsōkan kōgyō kōkō) et il participe à la publication du fanzine MOW,. Tsukasa rejoint en 1977 l'Université Kyūshū Sangyō (九州産業大学, Kyūshū Sangyō Daigaku) à Fukuoka,.

### Début dans le Shonen Jump
Tsukasa Hojo ne se prédestinait pas à devenir mangaka, mais souhaitait simplement participer à des concours de manga one shot, pour se faire un peu d'argent. En 1979, il participe au dix-huitième concours du prix Tezuka organisé par Shōnen Jump, revue leader de la maison d'édition Shūeisha. Son Space Angel remporte le deuxième prix qui inclut un droit de publication dans le magazine ainsi que la somme de 200 000 ¥. Pendant ce concours, il va rencontrer Nobuhiko Horie, son responsable éditorial historique chez Shōnen Jump, qui va le pousser à écrire des histoires de manière régulière.
En 1980, il débute comme mangaka professionnel avec un one shot, Je suis un Homme ! (おれは男だ!, Ore wa Otoko Da!), publié dans un numéro spécial de Shōnen Jump sorti en août. L'histoire traite des relations entre les garçons du lycée Otoko Date et les filles de l'institut Saint-Caroline qui se retrouvent a partager le même dortoir, mais dont le style de vie s'oppose (traditionnel japonais et occidental anglo-saxon). Cette œuvre est qualifié de « rhapsodie anachronique » par l'auteur pour qui la qualité n'est pas au rendez-vous.
Pendant l'été, il dessine Third Deka (三級刑事（サード・デカ, San Kyuu Keiji (Sādo deka), détective de troisième classe) avec Kazehiko Tokai au scénario — Ryūji Tsugihara les rejoint pour tenir les délais — qui sera publié en janvier 1981 dans un numéro spécial de Shōnen Jump.
En janvier 1981, un autre one shot, Cat's Eye, est publié dans un numéro spécial de Shōnen Jump, dont un teaser apparaîtra dans le numéro 29 sous le nom Sexy Dynamite Girls (セクシー・ダイナマイト・ギャルズ, sekushī dainamaito gyaruzu). Au vu du succès énorme du one shot, et sans que Tsukasa Hojo le sache, son responsable éditorial va présenter le projet de série Cat's Eye au comité de rédaction de la revue. La publication de la série commence dans le numéro 40.

### Carrière de mangaka
En 1983, Cat's Eye est adaptée en anime par la Tokyo Movie Shinsha. Cet anime connait deux saisons et compte 73 épisodes. En 1982, Hōjō publie Space Angel dans le numéro 16 de Shōnen Jump, mais dans une version remaniée par rapport à celle présentée au concours Tezuka. En 1983, un prototype de City Hunter, XYZ, est publié dans le Shōnen Jump no 18.
En 1985, City Hunter débute vraiment dans le Shōnen Jump n°13. En 1987, le studio Sunrise le décline sous une forme animée qui dure jusqu'en 1991. C'est, après Cat's Eye, le deuxième gros succès de Tsukasa Hōjō, et celui-ci le fait connaître véritablement à l'international.

### Carrière dans le milieu de l'édition
Son ancien éditeur Nobuhiko Horie souhaite créer une maison d'édition spécialement dédiée aux mangas, contrairement à la plupart des autres maisons d'édition qui éditent aussi d'autres types d'ouvrages. Il contacte ainsi Hōjō et d'autres mangakas et ils fondent ensemble la société Coamix en 2000.

## Récompenses
- 1979 : second prix au 18e concours Tezuka avec Space Angel[18].

## Entourage et vie privée
Il a une forte relation d'amitié avec Tetsuo Hara.
Parmi ses anciens ou actuels assistants se trouvent Haruto Umezawa et Takehiko Inoue (Slam Dunk, Vagabond).
Il est marié et a une fille.

## Œuvres

### Séries
- 1981 - 1985 : Cat's Eye (キャッツ♥アイ, Kyattsu Ai?), pré publié dans le magazine Weekly Shōnen Jump ; 18 volumes publiés chez Shueisha, republié en 10 volumes (1994 et 1995), puis chez Shinchosha (2001) et Tokuma Shoten (2005)[BU 1].
- 1985 - 1991 : City Hunter (シティーハンター, Shitī Hantā?, Nicky Larson lors de son adaptation en français), pré publié dans le magazine Weekly Shōnen Jump ; 35 volumes publiés chez Shueisha[BU 2].
- 1994 - 1995 : Rash!!
- 1993 - 1994 : Sous un rayon de soleil
- 1996 - 2000 : Family Compo
- 2001 - 2010 : Angel Heart
- 2010 - 2017 : Angel Heart 2nd Season[20]

### Nouvelles
- 1979 :  L'Ange de l'Espace (スペース エンジェル, Supēsu Enjeru?).

Finaliste du prix Tezuka en 1979. Jamais publiée en recueil.
- 1980 : Je suis un homme ! (おれは男だ!, Ore wa Otoko Da!?).

Pré-publiée dans le numéro spécial du magazine Weekly Shōnen Jump en aout 1980. Publiée en France chez Tonkam en 1998 dans le recueil Le Cadeau de l'Ange. L'histoire est à nouveau publiée sous le titre Je suis un homme, un vrai ! dans la réédition de "Le Cadeau de l'Ange" par Ki-oon en janvier 2014, puis en 2023, dans "Histoires courtes, volume 2", chez Panini, sous le même nom.
- 1981 : Détective de troisième classe (三級刑事（サード･デカ), San Kyuu Keiji (Sādo deka)?). Scénario de Kazuhiko Tokai.

Publiée dans le numéro spécial du "Weekly Shōnen Jump" en janvier 1981. Jamais publiée en recueil.
- 1982 :  L'Ange de l'Espace (スペース エンジェル, Supēsu Enjeru?).

Publiée dans Weekly Shōnen Jump en 1982 et basée sur sa nouvelle de 1979. 3ème place au 10ème JUMP Readers' Award. Jamais publiée en recueil.
- 1983 : City Hunter -XYZ- (CITY HUNTER -XYZ-)

Pré-publiée dans le numéro spécial du "Weekly Shōnen Jump en 1983.
Publiée en France chez Tonkam en 1998 dans le recueil Le Cadeau de l'ange. L'histoire est à nouveau publiée dans la réédition chez Ki-oon en janvier 2014, puis en juillet 2023, dans "Histoires courtes volume 1", chez Panini.
- 1984 : City Hunter - Double Edge (CITY HUNTER -ダブルエッジ-)

Pré-publiée dans le magazine "Fresh Jump" en février 1984.
Publiée en France chez Tonkam en 1998 dans le recueil Le Cadeau de l'ange. L'histoire est à nouveau publiée chez Ki-oon en janvier 2014, puis en juillet 2023, dans "Histoires courtes volume 1", chez Panini.
- 1986 : Histoire de chats (ネコまんま　おかわり, Neko Manma Okawari?) . Littéralement "Encore de la nourriture pour chats".

Pré-publiée dans le numéro spécial du "Weekly Shōnen Jump en 1986.
Publiée en France chez Tonkam en 1998 dans le recueil Le Cadeau de l'ange. L'histoire est à nouveau publiée chez Ki-oon en janvier 2014, puis en juillet 2023, dans "Histoires courtes volume 1", chez Panini, sous le nom "Une histoire de chats"
- 1987 : SPLASH!

Pré-publiée dans Super Jump en avril 1987. Publiée en 1991 dans l'art-book City Hunter Illustrations. Jamais publiée en France.
- 1987 : SPLASH!2

Pré-publiée dans Super Jump en juin 1987. Publiée en 1991 dans l'art-book City Hunter Illustrations. Jamais publiée en France.
- 1988 : SPLASH!3

Pré-publiée dans Super Jump en novembre 1988. Publiée en 1991 dans l'art-book City Hunter Illustrations. Jamais publiée en France.
- 1988 : Le Cadeau de l'ange (天使の贈りもの, Tenshi No Okurimono?).

Pré-publiée dans le numéro spécial du "Weekly Shōnen Jump en 1988.
Publiée en France chez Tonkam en 1998 dans le recueil Le Cadeau de l'ange. L'histoire est à nouveau publiée chez Ki-oon en janvier 2014, puis en juillet 2023, dans "Histoires courtes volume 1", chez Panini.
- 1989 : SPLASH!4

Pré-publiée dans Super Jump en avril 1989. Publiée en 1991 dans l'art-book City Hunter Illustrations. Jamais publiée en France.
- 1990 : Taxi Driver.

Pré-publiée dans le numéro spécial du "Weekly Shōnen Jump en 1990.
Publiée en France chez Tonkam en 1998 dans le recueil Le Temps des cerisiers. L'histoire est à nouveau publiée chez Ki-oon en septembre 2013, dans la réédition, puis en juillet 2023, dans "Histoires courtes volume 1", chez Panini.
- 1992 : Complot de famille (ファミリー･プロット, Famirii purotto?).

Pré-publiée dans le numéro spécial du "Weekly Shōnen Jump en 1992.
Publiée en France chez Tonkam en 1998 dans le recueil Le Temps des cerisiers. L'histoire est à nouveau publiée chez Ki-oon en septembre 2013, puis en juillet 2023, dans "Histoires courtes volume 1", chez Panini, sous le nom "Une affaire de famille".
- 1992 : Rêve d'été (少女の季節-サマードリーム| -Samaa doriimu-).

Pré-publiée dans le numéro spécial du "Weekly Shōnen Jump en 1992.
Publiée en France chez Tonkam en 1998 dans le recueil Le Temps des cerisiers. L'histoire est à nouveau publiée chez Ki-oon en septembre 2013, puis en juillet 2023, dans "Histoires courtes volume 1" chez Panini.
- 1993 : Le temps des cerisiers (桜の花咲くころ, Sakura no Hanasaku koro?) . Préquelle à Sous un rayon de soleil (こもれ陽の下で…?).

Pré-publiée dans le numéro spécial du "Weekly Shōnen Jump en 1993.
Publiée en France chez Tonkam en 1998 dans le recueil Le Temps des cerisiers. L'histoire est à nouveau publiée chez Ki-oon en septembre 2013, puis en juillet 2023, dans "Histoires courtes volume 2", chez Panini.
- 1995 : SPLASH!5

Pré-publiée dans MANGA Allman en novembre 1995. Publiée en 2000 dans l'art-book Hojo Tsukasa 20th Anniversary Illustrations. Jamais publiée en France.
- 1995 : Aux frontières du ciel, des enfants sur un champ de bataille (蒼空の果て -少年たちの戦場-).

Pré-publiée dans le numéro spécial du "Weekly Shōnen Jump en 1995.
Publiée en France chez Tonkam en 1998 dans le recueil Mélodie de Jenny. L'histoire est à nouveau publiée chez Ki-oon dans la réédition en juillet 2013, puis en juillet 2023, dans "Histoires courtes volume 2", chez Panini, sous le nom "Aux confins du ciel... Une jeunesse en temps de guerre".
- 1995 : La Mélodie de Jenny (少年たちのいた夏 〜Melody of Jenny〜, Shonentachi no ita Natsu?).

Pré-publiée dans le numéro spécial du "Weekly Shōnen Jump en 1995.
Publiée en France chez Tonkam en 1998 dans le recueil Mélodie de Jenny. L'histoire est à nouveau publiée chez Ki-oon en juillet 2013, puis en juillet 2023, dans "Histoires courtes volume 2" chez Panini. 
- 1995 : American Dream (アメリカンドリーム, American doriimu?).

Pré-publiée dans le numéro spécial du "Weekly Shōnen Jump" en 1995.
Publiée en France chez Tonkam en 1998 dans le recueil Mélodie de Jenny. L'histoire est à nouveau publiée chez Ki-oon en juillet 2013, puis en juillet 2023, dans "Histoires courtes volume 2", chez Panini.
- 1997 : THE EYES OF ASSASSIN

Pré-publiée dans le magazine "Men's Non-No" de juin 1997. Nouvelle en couleur. Travail numérique de Futoshi Nagata.
Publiée dans le recueil Parrot en 2000. Jamais publiée en France.
- 1997 : Parrot

Pré-publiée dans le magazine "Men's Non-No" de juillet 1997. Nouvelle en couleur. Travail numérique de Futoshi Nagata.
Publiée dans le recueil Parrot en 2000. Jamais publiée en France.
- 1997 : AIR MAN

Pré-publiée dans le magazine "Men's Non-No" d'août 1997. Nouvelle en couleur. Travail numérique de Futoshi Nagata.
Publiée dans le recueil Parrot en 2000. Jamais publiée en France.
- 1997 : CAT'S EYE

Pré-publiée dans le magazine "Men's Non-No" de septembre 1997. Nouvelle en couleur. Travail numérique de Futoshi Nagata.
Publiée dans le recueil Parrot en 2000. Jamais publiée en France.
- 1997 : Portrait of father

Pré-publiée dans le magazine "Men's Non-No" d'octobre 1997. Nouvelle en couleur. Travail numérique de Futoshi Nagata.
Publiée dans le recueil Parrot en 2000. Jamais publiée en France.

### Recueils de nouvelles
- 1988 : Le Cadeau de l'Ange.
- 1993 : Le Temps des cerisiers
- 1995 : La Mélodie de Jenny
- 2000 : Parrot (PARROT―北条司 全彩短篇集, Parrot―Hōjō Tsukasa zen irodori tanpenshū?)
- 2017 : Tsukasa Hojo - Histoires Courtes (北条司 Short Stories, Hōjō Tsukasa Short Stories?) 2 volumes

### Artbooks
- 1991 :**City Hunter**Illustrations
- 2000 : 20th Anniversary
- 2005 : 25th Anniversary
- 2008 : XYZ
- 2017 : Angel Heart C&M Illustrations